# Hydraena metzeni
Hydraena metzeni är en skalbaggsart som beskrevs av Perkins 2007. Hydraena metzeni ingår i släktet Hydraena och familjen vattenbrynsbaggar. Inga underarter finns listade i Catalogue of Life.